# Nikołaj Morozow (piłkarz)
Nikołaj Pietrowicz Morozow (ros. Николай Петрович Морозов; ur. 25 sierpnia?/7 września 1916 we wsi Bolshoje Zamoszje, Petrogradska gubernia lub na przedmieściach Moskwy w mieście Lubiercy, zm. 15 października 1981 w Moskwie) – rosyjski piłkarz, grający na pozycji pomocnika, trener piłkarski.

## Kariera piłkarska

### Kariera klubowa
W 1933 rozpoczął karierę piłkarską w drużynie juniorskiej Sielmasz Lubiercy. W 1938 został piłkarzem Torpeda Moskwa. Na początku 1941 przeszedł do Spartaka Moskwa, a po ataku Niemiec na ZSRR powrócił do Torpeda Moskwa. W Torpedo pełnił również funkcję kapitana drużyny. W 1951 zakończył karierę piłkarską w klubie WWS Moskwa.

## Kariera trenerska
Po zakończeniu kariery zawodniczej od 1953 trenował kluby Torpedo Moskwa, Mietałłurg Dniepropetrowsk, Trubnik Nikopol, Lokomotiw Moskwa, Czornomoreć Odessa i Szachtior Donieck. W latach 1964–1965 prowadził narodową reprezentację ZSRR, z którym w 1966 zdobył 4. miejsce na Mistrzostwach Świata w Anglii. Potem w 1972 pracował na stanowisku wicedyrektora ds wojskowo-sportowych Moskiewskiej Kolei Państwowej, w latach 1973-1975 na stanowisku dyrektora Towarzystwa Sportowego "Lokomotiw", a w latach 1976-1981 obejmował stanowisko dyrektora służby rehabilitacyjno-sportowej Moskiewskiej Kolei Państwowej. 15 października 1981 zmarł w wieku 64 lat.

## Sukcesy i odznaczenia

### Sukcesy klubowe
- brązowy medalista Mistrzostw ZSRR: 1945

### Sukcesy trenerskie
- brązowy medalista Mistrzostw ZSRR: 1953
- 4. miejsce na Mistrzostwach Świata w Anglii: 1966

### Odznaczenia
- nagrodzony tytułem Mistrza Sportu ZSRR: 1946
- nagrodzony tytułem Zasłużonego Trenera Sportu ZSRR: 1966